# Carlos Baca Mancheno
Carlos Bladimir Baca Mancheno (Latacunga, 10 de noviembre de 1970) es un abogado, jurista, catedrático de universidad y político ecuatoriano que ha desempeñado varios cargos públicos.

## Fiscal general del Estado

### Selección y designación
Luego de la convocatoria realizada por el Consejo de Participación Ciudadana y Control Social (CPCCS) al Concurso de Oposición y Méritos para la selección y designación de la Primera Autoridad de la Fiscalía General del Estado en el 2017, Baca Mancheno presentó su postulación. Según el reporte del CPCCS, Baca Mancheno obtuvo la mejor puntuación (44 puntos) en la evaluación de la fase de oposición desarrollada el 14 de marzo de 2017. Posteriormente, en la fase de méritos volvió a obtener el mejor puntaje (50 puntos), con lo cual Baca Mancheno, con un total de 94 puntos, fue declarado ganador del concurso.
Carlo Baca tenía previsto reemplazar a Galo Chiriboga en funciones de fiscal general el 19 de julio de 2017, sin embargo, Chiriboga anunció su renuncia por adelantado, faltando dos meses para la transición; es por tal que Baca asumió el cargo el 11 de mayo de 2017.

### Destitución
Su período al frente de la Fiscalía General del Estado culminaría en el año 2023, sin embargo, la Asamblea Nacional del Ecuador lo sometió a juicio político, censurándole y destituyéndolo el 26 de abril de 2018.